# 卡塔洛
卡塔洛（Catalão）是巴西南部戈亞斯州的一個城市，在巴西全国各城市的税收中占第三位，主要以農業和畜牧业为主，生产肉类、牛奶制品（2003年的奶牛存栏数为150 000头）、禽类（2003年为424 000只）；当地的土壤中富含磷，种植业主要产品为玉米、小麦、大豆和蒜，此外尚有咖啡、棕榈笋、水稻等。